# Pristimantis boconoensis
Pristimantis boconoensis es una especie de anfibio anuro de la familia Craugastoridae.

## Distribución
Esta especie es endémica del estado de Trujillo en Venezuela. Habita en el área de Boconó entre los 2.700 y 3.150 m sobre el nivel del mar en el Páramo de Guaramacal.

## Etimología
El nombre de su especie, compuesto por bocono y el sufijo latín -ensis, significan "que vive adentro, que vive", y le fue dado en referencia al lugar de su descubrimiento.

## Publicación original
- Rivero & Mayorga, 1973 : Un nuevo Eleutherodactylus (Amphibia, Salienta) del Paramo de Guaramacal, Estudo Trujillo, Venezuela. Caribbean Journal of Science, vol. 13, n.º 1/2, p. 75-79.[5]